# Charles De Wailly
Charles De Wailly (Parigi, 9 novembre 1730 – Parigi, 2 novembre 1798) è stato un architetto e urbanista francese.

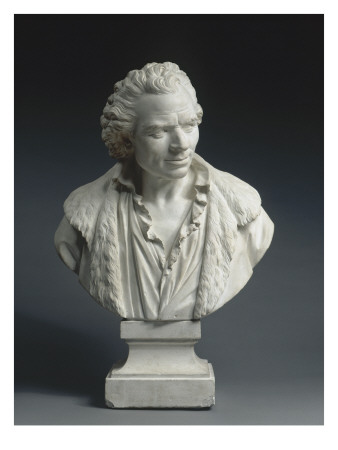
Augustin Pajou
Ritratto di Charles De Wailly, 1789
Palais des Beaux-Arts de Lille

De Wailly fu uno dei principali sostenitori dello stile antico, De Wailly aveva una particolare predilezione per la figura perfetta, il cerchio.

## Biografia

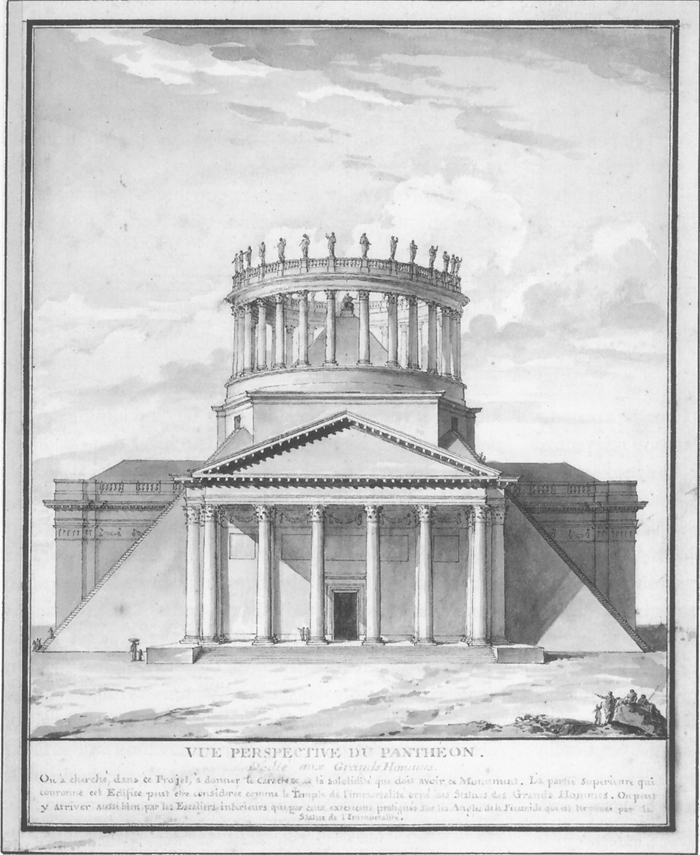
Charles De Wailly
progetto di trasformazione del Panthéon di Parigi in tempio repubblicano

De Wailly, fratello del lessicografo Noël-François De Wailly (1724-1801) nel 1749 fu allievo di Jacques-François Blondel all'l'École des Arts dove incontrò William Chambers ed ebbe come condiscepolo Marie-Joseph Peyre. Fu anche allievo e collaboratore di Giovanni Niccolò Servandoni. 
Dopo aver ottenuto, nel 1752, il Prix de Rome per l'architettura, soggiornò all'Accademia di Francia a Roma per tre anni fino al 1775, dividendo il suo premio con il suo amico Pierre-Louis Moreau-Desproux. Entrambi parteciparono agli scavi delle Terme di Diocleziano. 

A Roma De Wailly strinse amicizia con lo scultore Augustin Pajou che scolpirà il suo busto e quello della moglie e per il quale costruirà una casa contigua alla sua.
Nel 1767, De Wailly divenne membro dell'Académie royale d'architecture e, nel 1771, dell'Académie royale de peinture et de sculpture.
Caterina II di Russia gli offrì l'incarico di presidente dell'Accademia di architettura di San Pietroburgo, che rifiutò.

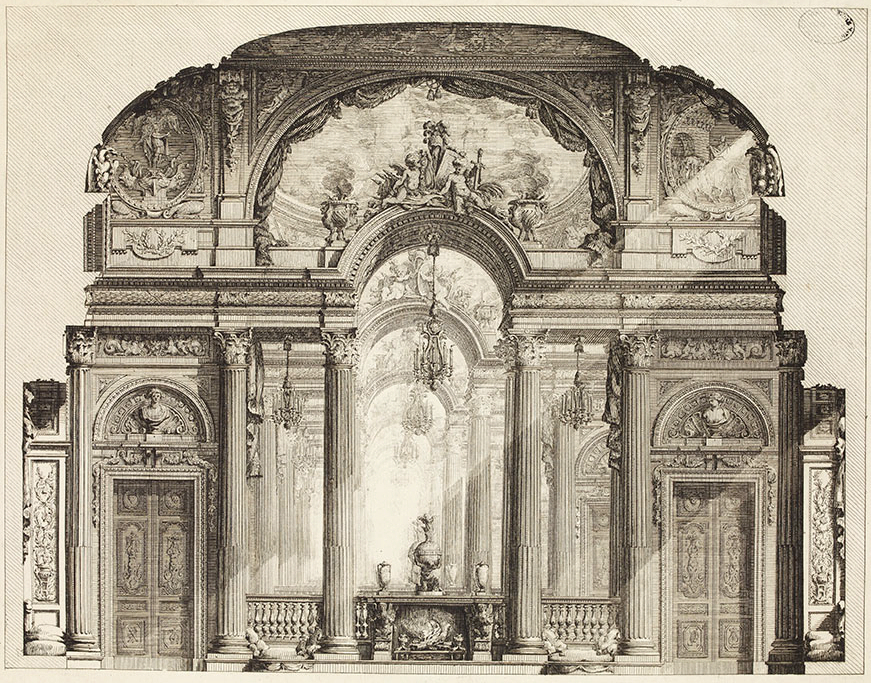
“Salone del Sole”, Palazzo di Cristoforo Spinola in Strada Nuova a Genova

Nel 1772, fu nominato architetto del Castello di Fontainebleau, congiuntamente con Marie-Joseph Peyre. L'anno seguente, fu autorizzato a trasferirsi a Genova per decorare il palazzo dell'ambasciatore Cristoforo Spinola, il cui celebre "Salone del Sole", distrutto dai bombardamenti della seconda guerra mondiale, fu celebrato come uno dei più fastosi di Genova e raffigurato nelle incisioni di Desprez alla voce "Architecture" dell''Encyclopédie de Denis Diderot et d’Alembert.

Ritornò a lavorare a più riprese in Italia.

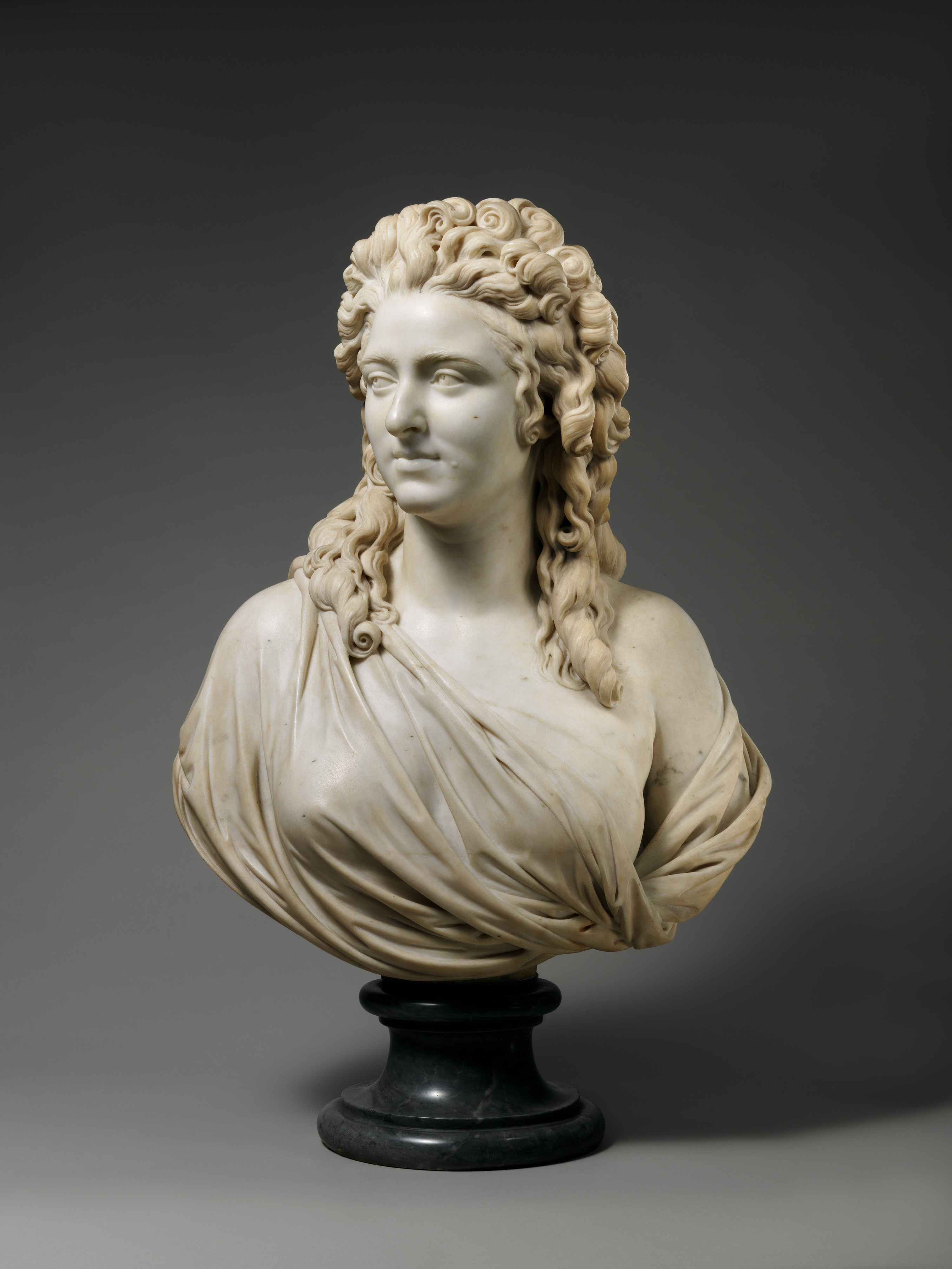
Augustin Pajou
Ritratto di Mme De Wailly, 1789
Metropolitan Museum of Art

Notato dal marchese di Marigny, fratello di Madame de Pompadour e direttore generale dei Bâtiments du Roi, De Wailly lavorò nel parco del suo castello di Menars e, grazie all'appoggio del marchese, un suo progetto per la realizzazione di un nuovo teatro per la Comédie-Française fu accettato. 

Nel 1779, De Wailly e Peyre costruirono così la loro opera più celebre, il Théâtre de l'Odéon a Parigi.
De Wailly preparò anche un progetto per l'Opéra comique.
Nel 1795, fu eletto all'Académie des beaux-arts – terza sezione (architettura), seggio V. Alla sua morte, Jean Chalgrin gli succederà. 
Divenne conservatore del museo dei quadri nel 1795 e fu inviato nei Paesi Bassi e in Belgio per requisirvi le opere d'arte dopo l'annessione napoleonica di questi Paesi.
Sposò Adélaïde Flore Belleville che, dopo la sua morte, si risposerà nel 1800 con il chimico Antoine-François de Fourcroy.
Massone, fu membro della Loggia Les Coeurs simples de l'étoile Polaire del Grande Oriente di Francia.

## Realizzazioni

### In Francia

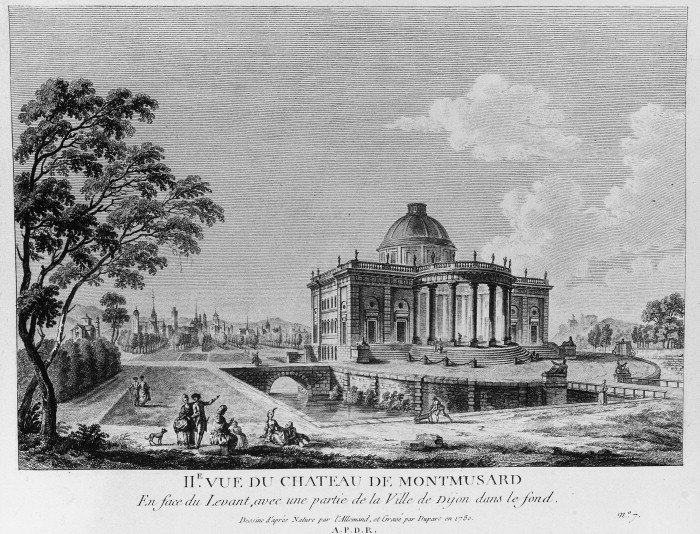
Vuduta del castello di Montmusard

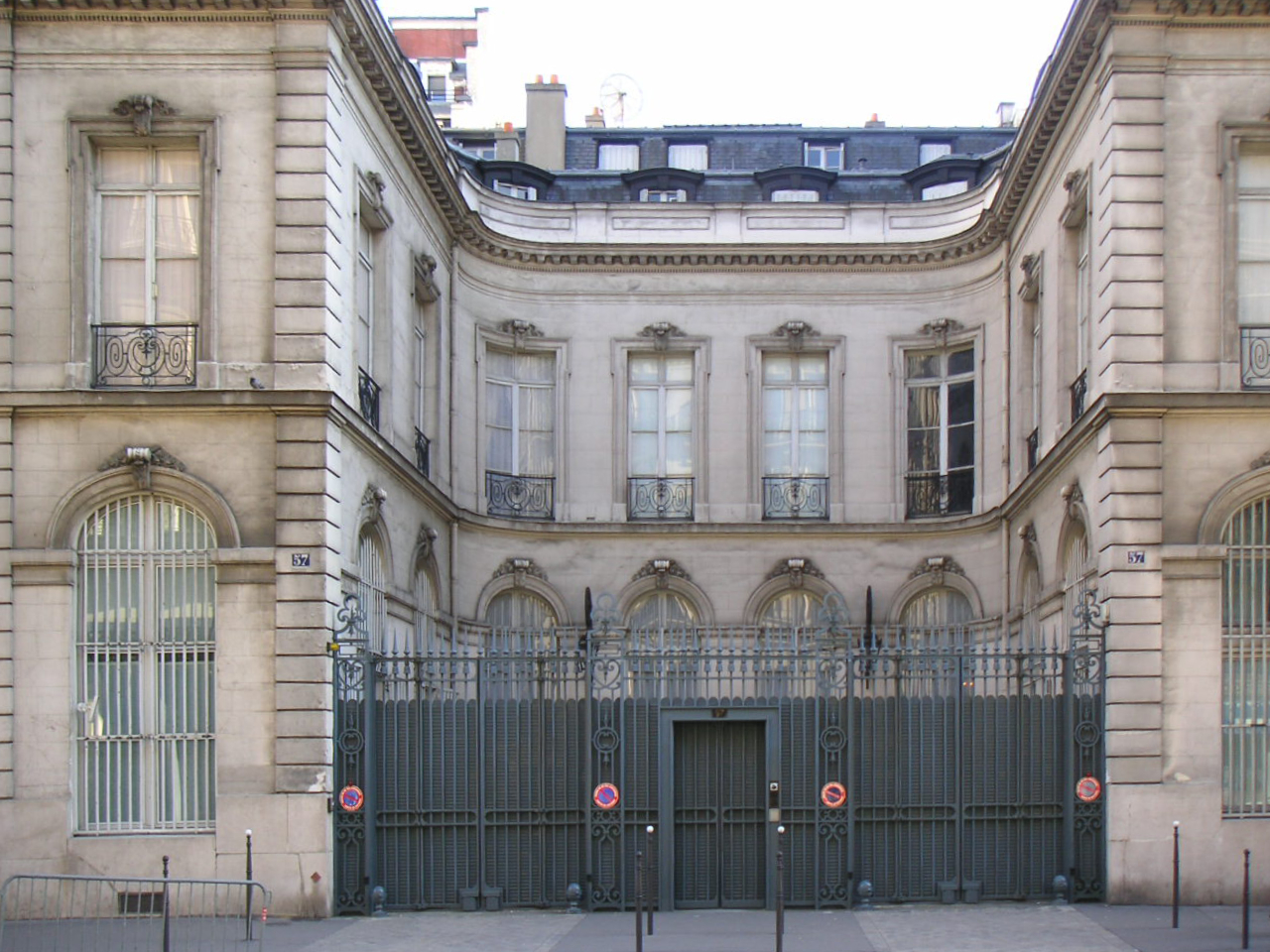
Casa in rue La Boétie 57, Paris, 1776

- Hôtel d'Argenson (detto ugualmente Hôtel de la cancelleria d'Orléans), presso il Palais-Royal di Parigi (distrutto nel 1923): sistemazione degli interni eseguita per il conte d'Argenson[3] (1762-1770).
- Trasformazione del castello des Ormes a Les Ormes per il conte d'Argenson.
- Castello di Montmusard presso Digione (Côte-d'Or) (1765-1768): capolavoro in "stile alla greca" in Francia, sfortunatamente in gran parte distrutto nel 1795.
- Casa in rue La Boétie 57 a Parigi, costruita da De Wailly per sé stesso (1776).
- Casa in rue de la Pépinière 87, oggi rue La Boétie, per lo scultore Augustin Pajou.
- Decorazione della cappella della Santa Vergine nella chiesa di Saint Sulpice (1774-1777).
- Tempio delle Arti del castello di Menars (Loir-et-Cher) per il marchese di Marigny. De Wailly preparò pure un progetto per il Tempio del Riposo per il parco di Menars, che non fu realizzato.
- Théâtre de l'Odéon (1779-1782). Dal 1767, su richiesta del marchese de Marigny, direttore dei Bâtiments du Roi, Marie-Joseph Peyre e Charles De Wailly lavorarono al progetto di una nuova sala per il Teatro Francese. Il 26 marzo 1770, un decreto del Consiglio ordinò l'esecuzione del progetto sul terreno adibito a giardino dell'palazzo di Louise-Adelaïde de Bourbon-Condé, che desiderava disfarsene per potersi trasferire al Palazzo Bourbon. De Wailly era il protetto di Marigny e Peyre l'architetto del principe di Condé, e amico di De Wailly dal tempo di un loro comune soggiorno a Roma. Il loro progetto —rimaneggiato diverse volte— doveva però affrontare la concorrenza dei due progetti proposti dagli architetti del palazzo dei Menus Plaisirs[4], Denis-Claude Liégeon e Jean Damun, sostenuti dagli attori, e della città di Parigi, con il suo architetto Pierre-Louis Moreau-Desproux. In definitiva, e grazie alla protezione di Monsieur, conte di Provenza e fratello del re Luigi XVI il progetto Peyre e De Wailly prevalse nell'autunno del 1778. I lavori iniziarono nel maggio del 1779, Peyre sarà principalmente responsabile degli esterni e De Wailly degli interni. Il 16 febbraio 1782, gli attori della Comédie-Française si installarono nella loro nuova sede. Il nuovo Teatro Francese fu inaugurato dalla regina Maria Antonietta il 9 aprile 1782.
- De Wailly aveva progettato un piano d'insieme per la costruzione del quartiere che doveva sorgere intorno al nuovo teatro, lottizzazione tipica dei miglioramenti urbani del XVIII secolo. Gli immobili non furono tuttavia realizzati che parecchio tempo dopo il completamento del teatro, verso il 1794.
- Chiesa di Saint-Leu-Saint-Gilles in rue Saint-Denis a Parigi: soprelevamento del coro per creare, ad uso dei cavalieri del Santo Sepolcro, una cripta sotterranea ornata da un originale «dorico greco».
- Progetto di miglioramento della città di Parigi 1789: si trattava del primo piano di riassetto d'insieme della capitale, con taglio di nuove strade, collegamento delle isole della Cité e Saint-Louis, correzione del corso della Senna ecc..
- Piano del nuovo Port-Vendres.
- Chapelle du Reposoir, Versailles.

### In Belgio

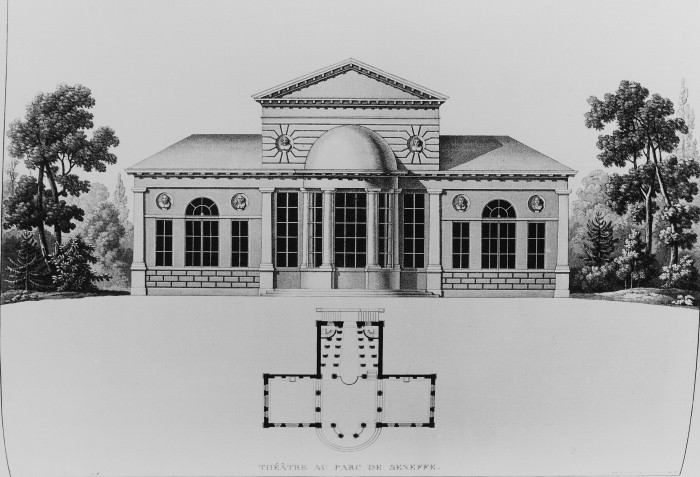
Teatro del castello di Seneffe, 1779

- Piccolo teatro del castello di Seneffe a Seneffe (1779).
- Vaux-Hall (oggi: Cercle Royal Gaulois di Bruxelles) (1782).
- Théâtre Royal du Parc, Bruxelles (1783).
- Progetto di rinnovo del La Monnaie/De Munt, Bruxelles (1785).
- Schonenberg, Laeken.

### In Germania
- Riorganizzazione del centro della città di Cassel.

### In Italia
- Salone del Sole del Palazzo Spinola in Strada Nuova a Genova (1772).

### In Russia
- Palazzo Sheremetev a Kuskovo.